# Esther Rofe
Esther Rofe, née le 14 mars 1904 en Australie et morte le 26 février 2000 dans l'État de Victoria, est une compositrice australienne surtout réputée pour ses ballets.

## Biographie
Esther Rofe naît le 14 mars 1904 en Australie. Elle étudie le piano et le violon avec Alberto Zelman (en), Fritz Hart et AE Floyd, et se produit avec le Melbourne Symphony Orchestra à l’âge de 13 ans. Elle entre au Royal College of Music de Londres et étudie avec Gordon Jacob, Ralph Vaughan Williams et R.O. Morris.
Pendant la Seconde Guerre mondiale, Esther Rofe travaille à la Australian Broadcasting Corporation (ABC) et à la Colgate-Palmolive Radio Unit à Sydney où elle commence à arranger et à composer de la musique. Esther Rofe commence à composer pour le ballet en 1943. L'Esther Rofe Songbook est publié à Melbourne en décembre 1999.
Rofe et sa sœur Edith déménagent à Southport, où Rofe vit et travaille pendant vingt ans au bord de la mer. Elle ne s'est jamais mariée mais élève un enfant, Carden James Rofe. Elle décède en février 2000. Le prix Esther Rofe est créé en son honneur à l'université de Melbourne,.

## Œuvres (sélection)
- Sea Legend (1943), ballet chorégraphié par Dorothy Stevenson[5].
- Terra Australis (1946,) ballet chorégraphié par Edouard Borovansky
- L'Amour enchanté (1950), ballet chorégraphié par Laurel Martyn
- Mathinna (1954), ballet chorégraphié par Laurel Martyn
- The Lake (1962), révision de L'Amour enchanté pour la télévision